# HIST1H2BN
HIST1H2BN‏ (Histone cluster 1 H2B family member n) هوَ بروتين يُشَفر بواسطة جين HIST1H2BN في الإنسان.